# Nerpio
Nerpio er en by og kommune i det sydøstlige Spanien i provinsen Albacete. Den har et indbyggertal på 1.150 (2024) indbyggere.